# Manfred Schmorde
Manfred Schmorde (n. 18 septembrie 1946, Großsteinberg⁠(d), Saxonia, Germania) este un canotor ce a reprezentat Republica Democrată Germană, medaliat olimpic. A participat la o ediție a Jocurilor Olimpice (1972) în care a câștigat o medalie de bronz.

## Participări
Lista de mai jos prezintă principalele competiții la care a participat Manfred Schmorde de-a lungul carierei.
- rowing at the 1972 Summer Olympics – men's eight[*][4]